# Unterschochen
Unterschochen ist ein Ortsteil des oberschwäbischen Marktes Ottobeuren im Landkreis Unterallgäu.

## Geographie

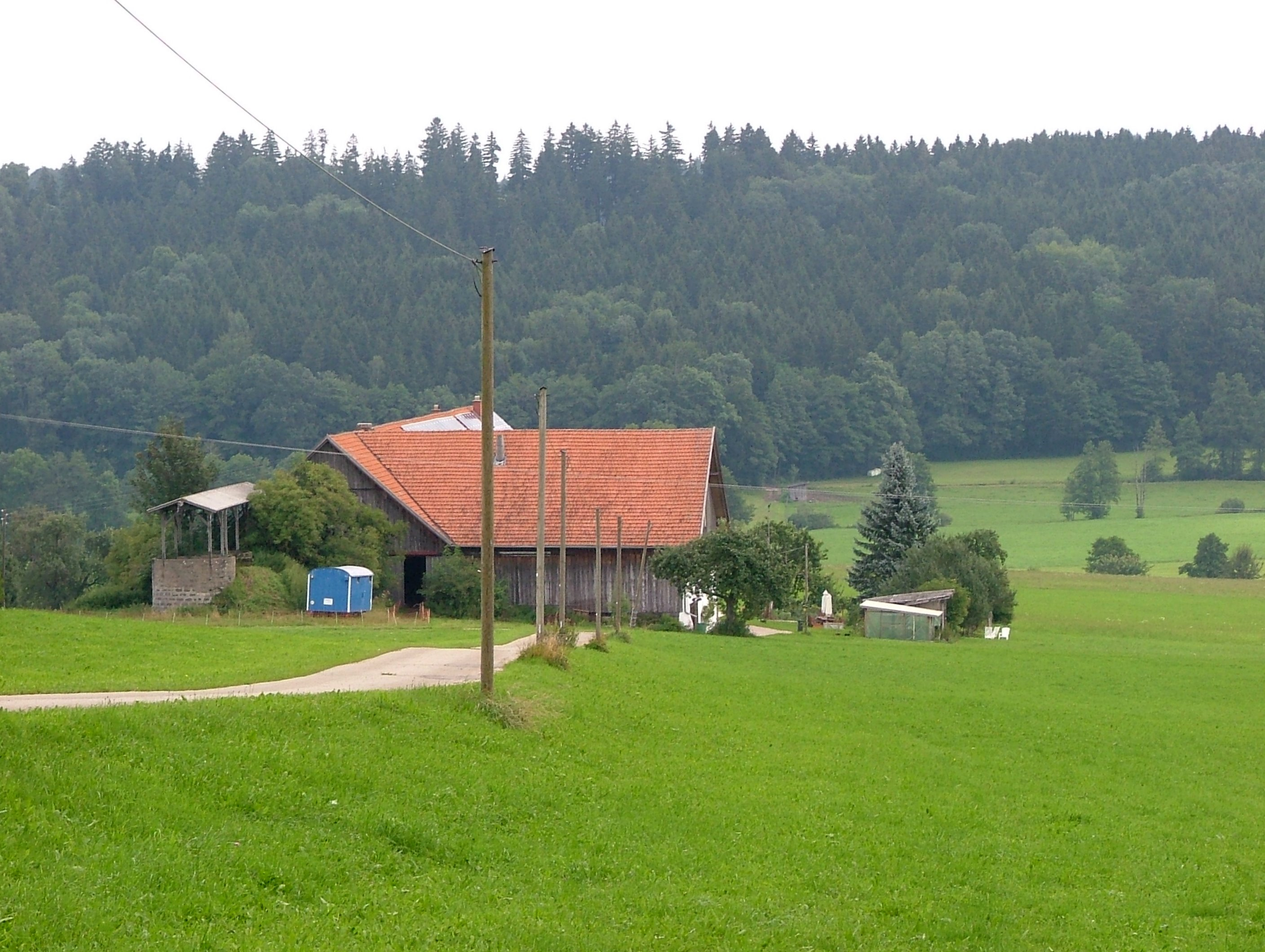
Unterschochen

Die Einöde Unterschochen liegt etwa acht Kilometer südöstlich von Ottobeuren an der Grenze zum Landkreis Ostallgäu. Der Ort ist durch die Kreisstraße MN 31 mit dem Hauptort verbunden.

## Geschichte
Unterschochen ist 1776 erbaut worden. Wie bei der Volkszählung 1961 (sechs Einwohner) hat besteht die Einöde auch heute aus einem Gehöft.

## Zugehörigkeit
Unterschochen gehörte zur Gemeinde Ollarzried und wurde mit dieser im Zuge der Gebietsreform in Bayern am 1. Juli 1972 in den Markt Ottobeuren eingegliedert.